# لين غريفين
لين غريفين هي ممثلة كندية، ولدت في 17 سبتمبر 1952 بتورونتو في كندا.

## وصلات خارجية
- لين غريفين على موقع IMDb (الإنجليزية)
- لين غريفين على موقع ألو سيني (الفرنسية)
- لين غريفين على موقع أول موفي (الإنجليزية)
- لين غريفين على موقع قاعدة بيانات الأفلام السويدية (السويدية)
- لين غريفين على موقع قاعدة بيانات الفيلم (الإنجليزية)
- لين غريفين على موقع كينوبويسك (الروسية)